# Ivan Arar
Ivan Arar (Višegrad, 8. rujna 1909.), hrvatski rudarski stručnjak

## Životopis
Rođen u Višegradu. U Derventi i Sarajevu završio gimnaziju. U Ljubljani studirao rudarstvo na Rudarskom odjelu Tehničkog fakulteta. Diplomirao 1934. U rudnicima radio kao pogonski inženjer i tehnički upravitelj. Od 1948. predavao na zagrebačkom Rudarsko-geološko-naftnom fakultetu, na kojem je ostao do mirovine 1979. godine. U međuvremenu habilitirao se na Tehnološkom fakultetu u Zagrebu 1956. Obnašao dužnosti dekana i prodekana. Sudionik stručnih savjetovanja i međunarodnih konferencija. Napisao mnoštvo analiza, referata, elaborata, stručnih mišljenja, kontrolnih proračuna, kao i studija rudarskih strojeva za dobivanje, utovar, prijevoz i izvoz mineralnih sirovina, te radova o verifikaciji i reviziji rudarskih izvoznih i prijevoznih postrojenja. Radove objavio u raznim stručnim i znanstvenim časopisima.

## Priznanja
Dobitnik nagrada rudarskih poduzeća.
Orden rada sa zlatnim vijencem.

## Vanjske poveznice
- Ivan Arar Hrvatska tehnička enciklopedija, portal hrvatske tehničke baštine. LZMK